# ترگونیو
ترگونیو (به فرانسوی: Trégonneau) یک کمون در فرانسه است که در Canton of Bégard واقع شده‌است.

## خصوصیات
ترگونیو ۶٫۳۲ کیلومترمربع مساحت و ۴۸۲ نفر جمعیت دارد.